# Johannes Brockmann

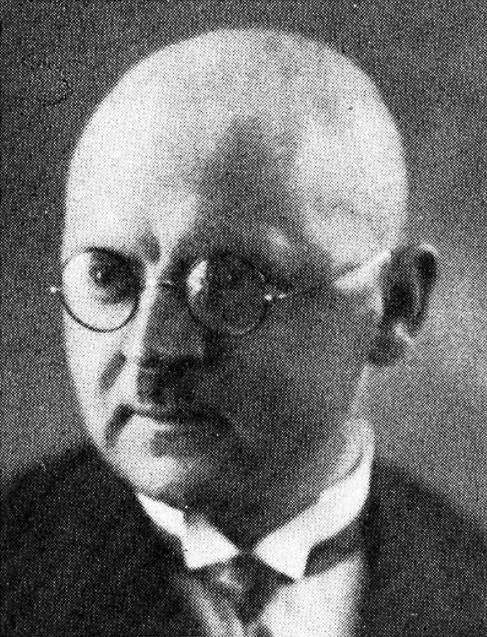
Brockmanns offizielles Landtagsporträt, 1933

Johannes Brockmann (gesprochen: Brookmann) (* 17. Juli 1888 in Paderborn; † 14. Dezember 1975 in Rinkerode) war ein deutscher Politiker der Zentrumspartei.

## Leben und Beruf
Brockmann kam als viertes von zehn Kindern eines Eisenbahnschlossers zur Welt. Einer seiner Brüder war der spätere sozialdemokratische Landtagsabgeordnete Hermann Brockmann. Nach seiner Ausbildung am Paderborner Lehrerseminar unterrichtete er von 1911 an einer Volksschule in der Nähe von Bocholt. 1913 wechselte er an die Schule in Rinkerode, wo er 1930 Schulleiter wurde. In der Weimarer Republik war er Vorsitzender des katholischen Junglehrerverbandes. Nach der Entlassung aus dem Schuldienst durch die Nationalsozialisten 1933 beschäftigte ihn die Katholische Kirche als Lehrer an einer ihrer Privatschulen. Nach dem Attentat vom 20. Juli 1944 war er wegen seiner Kontakte zu katholischen Widerständlern längere Zeit in Haft. 1945 wurde Brockmann in den Staatsdienst zurückgeholt, um zuerst erneut Schulleiter in Rinkerode und dann Generalreferent Kultus der westfälischen Provinzialregierung zu werden.

## Partei
Brockmann war seit 1919 Mitglied der Zentrumspartei und bald Vorsitzender des westfälischen Windthorstbundes. Von 1946 bis 1948 war er erstmals Bundesvorsitzender des Zentrums. 1947 wurde er auch dessen westfälischer Landesvorsitzender. Nach dem Austritt von Helene Wessel war er zuerst geschäftsführender, ab dem 9. März 1953 erneut gewählter Bundesvorsitzender der Zentrumspartei. 1969 wurde er aus Altersgründen von Gerhard Ribbeheger abgelöst.

## Abgeordneter
Johannes Brockmann gehörte von 27. April 1926 bis 1933 dem Preußischen Landtag für die Zentrumspartei an.
Nach 1945 gehörte Brockmann dem Gemeinderat von Rinkerode und bis 1961 auch dem Kreistag an. Unter Oberpräsident Amelunxen war Brockmann vor der Gründung des Landes Nordrhein-Westfalens Leiter des Generalreferats Kultus im Oberpräsidium der Provinz Westfalen. Von 1946 bis 1958 war er Landtagsabgeordneter in Nordrhein-Westfalen und dort Fraktionsvorsitzender der Zentrumspartei. 1948/49 gehörte er dem Parlamentarischen Rat an und war auch dort Vorsitzender der Gruppe des Zentrums. Bereits 1949 wurde Brockmann erstmals in den Bundestag gewählt, verzichtete jedoch auf das Mandat. 1953 wurde er erneut für eine Wahlperiode in den Deutschen Bundestag gewählt und vertrat dort den Wahlkreis Oberhausen.